# 上覚
上覚（じょうかく、久安3年（1147年）- 嘉禄2年10月19日（1226年11月10日））は、平安時代後期から鎌倉時代前期にかけての真言宗の僧。法名は上学・浄覚ともかく。諱は行慈。号は西山隠士。父は湯浅宗重で、明恵（高弁）の叔父にあたる。

## 略歴
天台座主慈円（関白藤原忠通の子）が著した歴史書「愚管抄」五によると、平治元年（1159年）の平治の乱がおきた時には、父宗重とともに平清盛へ危険を知らせるために駆けつけ、甲冑を持ち合わせていなかった平宗盛に甲冑を譲ったと記されている。
出家したのはその後と見られている。文覚に師事し、文覚の神護寺復興に協力し、文覚の死後も神護寺の経営に力を尽くした。甥にあたる明恵は上覚に師事して出家し、神護寺に入寺している。
歌にも秀で、歌学書に「和歌色葉」、私撰集に「玄宝集」がある。